# Tallon Griekspoor
Tallon Griekspoor (Haarlem, Países Bajos; 2 de julio de 1996) es un jugador de tenis neerlandés. Es el actual número 1 neerlandés en el ranking individual de la ATP.
Griekspoor alcanzó su posición más alta en el ranking ATP en individuales el 28 de agosto de 2023 con el puesto 24°. En dobles alcanzó la posición 184° el 10 de abril de 2023.

## Carrera

### 2017: debut en la ATP
Griekspoor hizo su debut en el cuadro principal de la ATP como invitado en el cuadro de Abierto de Róterdam 2017 enfrentándose a Gilles Müller.

### 2018-2019
En 2018, en el mismo torneo y como invitado, derrotó al campeón de Grand Slam y quinto cabeza de serie, el suizo Stan Wawrinka, en tres sets para llegar a la segunda ronda. En 2019, Griekspoor derrotó al número 11 del mundo y segunda cabeza de serie Karen Jachánov en la primera ronda nuevamente como invitado.

### 2020-2021: Grand Slam y debut en el Top 150, éxito en el Challenger Tour
Griekspoor se clasificó por primera vez en el cuadro principal de individuales de un torneo de Grand Slam en el Abierto de Australia de 2020. Hizo su debut entre los 150 mejores el 31 de agosto de 2020.
En 2021, Griekspoor ganó dos títulos del Tour Challengers: el Abierto de Praga y el Abierto de Eslovaquia de 2021 (en Bratislava). Como resultado, alcanzó el puesto 120 de la clasificación ATP, el 14 de junio. También se clasificó para el Campeonato de Wimbledon de 2021 por primera vez en su carrera. En julio, después de Wimbledon, como máximo favorito, alcanzó también la final en el Abierto de Holanda en Amersfoort. Derrotó a su compatriota y 2.º preclasificado, Botic van de Zandschulp en la final, ganando su quinto Challenger.
En el US Open de 2021 alcanzó por primera vez la segunda ronda de un torneo Major derrotando a Jan-Lennard Struff en cinco sets. En segunda ronda juega contra el n.º 1 ATP, Novak Djokovic.
En la recta final del año gana 5 torneos Challenger seguidos (Murcia, Napoli I, Napoli II, Tenerife y Bratislava), acumulando 25 victorias consecutivas que le permiten ingresar al top 70 de la ATP y obtener el récord de 8 títulos de categoría Challenger en un año.

### 2023: Primer título y Top-25 ATP
A principios del año 2023, consiguió su primer título dentro del circuito ATP, al vencer en el Torneo de Pune, perteneciente al ATP Tour 250, venciendo en la final a Benjamin Bonzi. A finales de año tras la actualización del ranking ATP en noviembre, consiguió ascender hasta la posición 21.º del ranking, siendo su máximo hasta la fecha.

### 2024: Debut en los Juegos Olímpicos
El 28 de julio de 2024, debutó en los Juegos Olímpicos de París 2024, derrotando en la primera ronda al griego Petros Tsitsipas, por 6-2 y 6-3. En la segunda ronda del cuadro individual se enfrentó al nº3 del mundo Carlos Alcaraz, cayendo eliminado perdiendo por 6-1 y 7-6 (3), habiendo tenido una bola de set Griekspoor cuando ganaba la segunda manga por un virtual 5-4.

## Títulos ATP (5; 3+2)

### Individual (3)
| Leyenda                         |
| Grand Slam (0)                  |
| ATP World Tour Finals (0)       |
| Juegos Olímpicos (0)            |
| ATP World Tour Masters 1000 (0) |
| ATP World Tour 500 Series (0)   |
| ATP World Tour 250 Series (3)   |

| N.° | Fecha               | Torneo           | Superficie | Oponente en la final | Resultado           |
| --- | ------------------- | ---------------- | ---------- | -------------------- | ------------------- |
| 1.  | 7 de enero de 2023  | Pune             | Dura       | Benjamin Bonzi       | 4-6, 7-5, 6-3       |
| 2.  | 18 de junio de 2023 | 's-Hertogenbosch | Hierba     | Jordan Thompson      | 6-7(4), 7-6(3), 6-3 |
| 3.  | 28 de junio de 2025 | Mallorca         | Hierba     | Corentin Moutet      | 7-5, 7-6(3)         |

#### Finalista (2)
| N.º | Fecha               | Torneo     | Superficie    | Oponente en la final | Resultado      |
| --- | ------------------- | ---------- | ------------- | -------------------- | -------------- |
| 1.  | 6 de agosto de 2023 | Washington | Dura          | Daniel Evans         | 5-7, 3-6       |
| 2.  | 6 de abril de 2025  | Marrakech  | Tierra batida | Luciano Darderi      | 6-7(4), 6-7(3) |

### Dobles (2)
| Leyenda                         |
| Grand Slam (0)                  |
| ATP Wourld Tour Finals (0)      |
| ATP Masters 1000 World Tour (0) |
| ATP World Tour 500 series (1)   |
| ATP World Tour 250 series (1)   |

| N.º | Fecha                 | Torneos | Superficie | Pareja                  | Oponentes en la final          | Resultado        |
| --- | --------------------- | ------- | ---------- | ----------------------- | ------------------------------ | ---------------- |
| 1.  | 23 de octubre de 2022 | Amberes | Dura (i)   | Botic van de Zandschulp | Rohan Bopanna Matwé Middelkoop | 3-6, 6-3, [10-5] |
| 2.  | 2 de marzo de 2024    | Dubái   | Dura       | Jan-Lennard Struff      | Ivan Dodig Austin Krajicek     | 6-4, 4-6, [10-6] |

#### Finalista (1)
| N.º | Fecha                | Torneos     | Superficie | Pareja       | Oponentes en la final               | Resultado           |
| --- | -------------------- | ----------- | ---------- | ------------ | ----------------------------------- | ------------------- |
| 1.  | 2 de febrero de 2025 | Montpellier | Dura (i)   | Bart Stevens | Robin Haase Botic van de Zandschulp | 7-6(7), 3-6, [5-10] |

## Títulos enChallengers / Futures(25; 18+7)
| Leyenda               | Individuales | Dobles |
| --------------------- | ------------ | ------ |
| ATP Challenger Series | 11           | 0      |
| ITF Futures Series    | 7            | 7      |

### Individuales (18)
| N.º | Fecha                    | Torneo                     | Superficie    | Oponentes               | Resultado     |
| --- | ------------------------ | -------------------------- | ------------- | ----------------------- | ------------- |
| 1.  | 21 de agosto de 2016     | F10 Koksijde               | Tierra batida | Thomas Brechemler       | 7-5, 7-6(4)   |
| 2.  | 30 de octubre de 2016    | F43 Antalya                | Dura          | Dimitar Kuzmanov        | 6-4, 6-4      |
| 3.  | 26 de marzo de 2017      | F1 Manama                  | Dura          | Michal Konečný          | 6-4, 6-4      |
| 4.  | 1 de octubre de 2017     | F3 Jonkoping               | Dura (i)      | Dzmitry Zhyrmont        | 7-6(5), 6-4   |
| 5.  | 8 de octubre de 2017     | F4 Falun                   | Dura (i)      | Jürgen Zopp             | 6-4, 6-1      |
| 6.  | 29 de octubre de 2017    | F6 Heraclión               | Dura          | Matteo Viola            | 7-6(4), 6-4   |
| 7.  | 12 de noviembre de 2017  | F8 Heraclión               | Dura          | Carlos Gómez H.         | 6-4, 6-2      |
| 8.  | 29 de julio de 2018      | Challenger de Tampere      | Tierra batida | Juan Ignacio Londero    | 6-3, 2-6, 6-3 |
| 9.  | 15 de septiembre de 2019 | Challenger de Banja Luka   | Tierra batida | Sumit Nagal             | 6-2, 6-3      |
| 10. | 9 de mayo de 2021        | Challenger de Praga        | Tierra batida | Oscar Otte              | 5-7, 6-4, 6-4 |
| 11. | 13 de junio de 2021      | Challenger de Bratislava   | Tierra batida | Sebastián Báez          | 7-6(6), 6-3   |
| 12. | 18 de julio de 2021      | Challenger de Amersfoort   | Tierra batida | Botic van de Zandschulp | 6-1, 3-6, 6-1 |
| 13. | 3 de octubre de 2021     | Challenger de Murcia       | Tierra batida | Roberto Carballés Baena | 3-6, 7-5, 6-3 |
| 14. | 10 de octubre de 2021    | Challenger de Nápoles      | Tierra batida | Andrea Pellegrino       | 6-3, 6-2      |
| 15. | 17 de octubre de 2021    | Challenger de Nápoles 2    | Tierra batida | Alexander Ritschard     | 6-3, 6-2      |
| 16. | 7 de noviembre de 2021   | Challenger de Tenerife     | Dura          | Feliciano López         | 6-4, 6-4      |
| 17. | 14 de noviembre de 2021  | Challenger de Bratislava 2 | Dura (i)      | Zsombor Piros           | 6-3, 6-2      |
| 18. | 17 de julio de 2022      | Challenger de Amersfoort   | Tierra batida | Roberto Carballés Baena | 6-1, 6-2      |

### Dobles (7)
| N.º | Fecha                | Torneo        | Superficie    | Pareja            | Oponentes en la final              | Resultado              |
| --- | -------------------- | ------------- | ------------- | ----------------- | ---------------------------------- | ---------------------- |
| 1.  | 31 de agosto de 2014 | F13 Bélgica   | Tierra batida | Scott Griekspoor  | Michael Geerts James Junior Storme | 6-1, 6-2               |
| 2.  | 9 de agosto de 2015  | F1 Vierumäki  | Tierra batida | Bobbie de Goeijen | Herkko Pöllänen Mikael Torpegaard  | 6-4, 7-6(2)            |
| 3.  | 24 de enero de 2016  | F3 Antalya    | Dura          | Tim van Rijthoven | Martin Blaško Paul Monteban        | 6-3, 6-1               |
| 4.  | 19 de junio de 2016  | F1 Alkmaar    | Tierra batida | Tim van Rijthoven | Rubén Gonzales Connor Smith        | 7-6(3), 6-7(3), [10-8] |
| 5.  | 3 de julio de 2016   | F3 Middelburg | Tierra batida | Tim van Rijthoven | Bobbie de Goeijen Yanais Laurent   | 6-2, 6-4               |
| 6.  | 12 de marzo de 2017  | F1 Heraclión  | Dura          | Kevin Griekspoor  | Richard Gabb Luke Johnson          | 6-3, 6-4               |
| 7.  | 27 de agosto de 2017 | F31 İstanbul  | Tierra batida | Sidney de Boer    | Anis Ghorbel Filip Horanský        | 6-4, 7-6(3)            |